# Torre di controllo

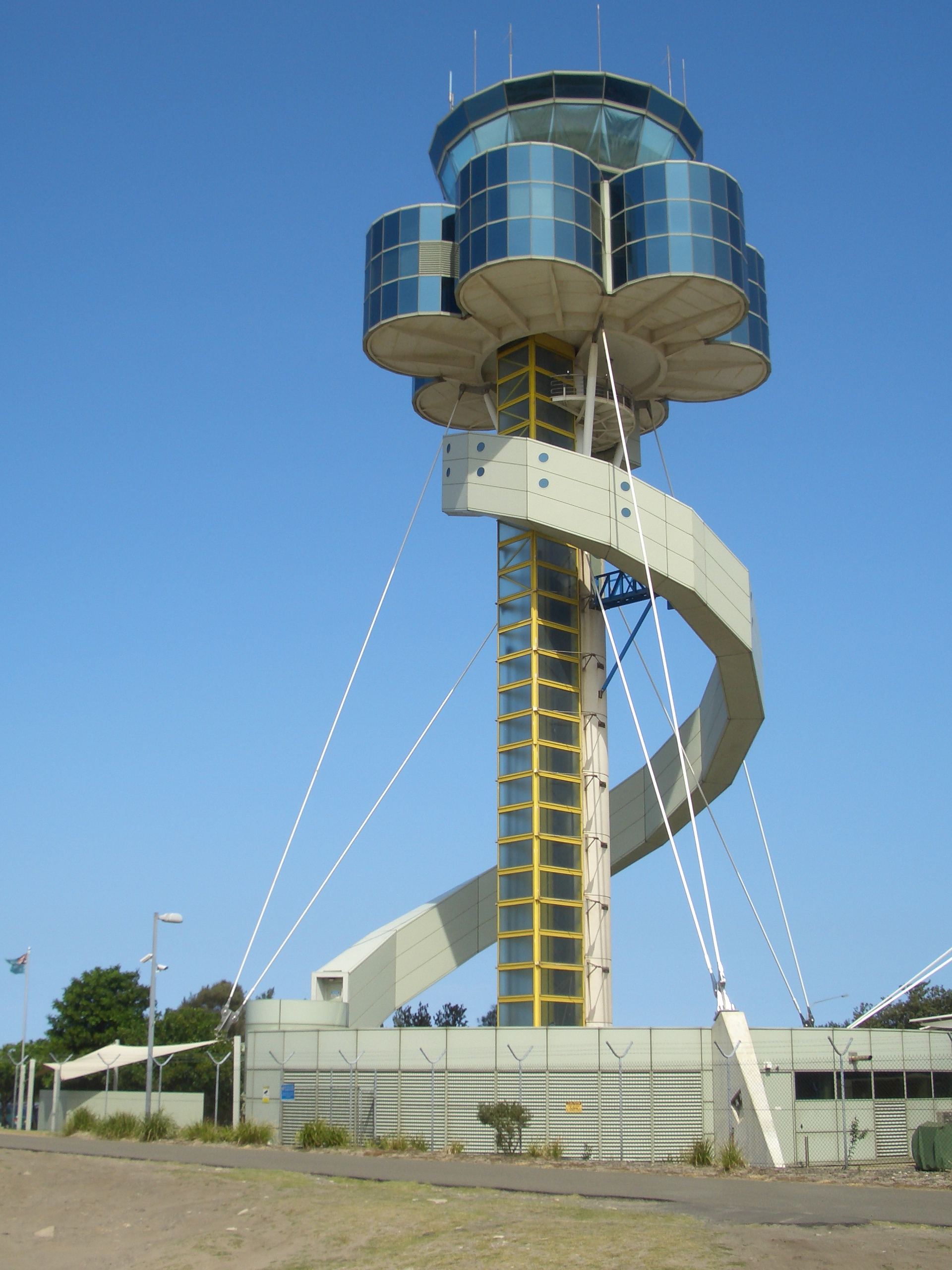
Torre di controllo dell'Aeroporto internazionale Kingsford Smith

Una torre di controllo è una struttura sopraelevata usata per le operazioni di controllo del traffico (aereo, navale o di altro tipo) di una determinata area: la torre di controllo in aviazione controlla il traffico aereo a terra e quello che sta per atterrare.

## Diverse tipologie
Solitamente le torri di controllo sono associate al controllo del traffico aereo (ATC), ma sono frequenti anche in porti o su snodi ferroviari.

### Torre di controllo del traffico aereo
Un aereo in partenza da un aeroporto controllato contatta la torre di controllo una volta pronto a uscire dal parcheggio se pianificato secondo le regole del volo a vista (VFR) oppure quando pronto ad avviare i motori se pianificato secondo le regole del volo strumentale (IFR). La torre di controllo fornisce informazioni e autorizzazioni all'aeromobile e, quando decollato lo istruisce a  contattare i successivi enti del controllo responsabili degli spazi aerei attraversati.
Un aereo in avvicinamento IFR a un aeroporto controllato contatta la torre di controllo quando nel tratto finale oppure quando atterrato; se il volo è in VFR il pilota contatta la torre di controllo quando in ingresso nel circuito di traffico. La torre di controllo è inoltre responsabile della gestione dei movimenti di aeromobili e automezzi al suolo sulle piste e sulle vie di rullaggio.

### Torre di controllo portuale

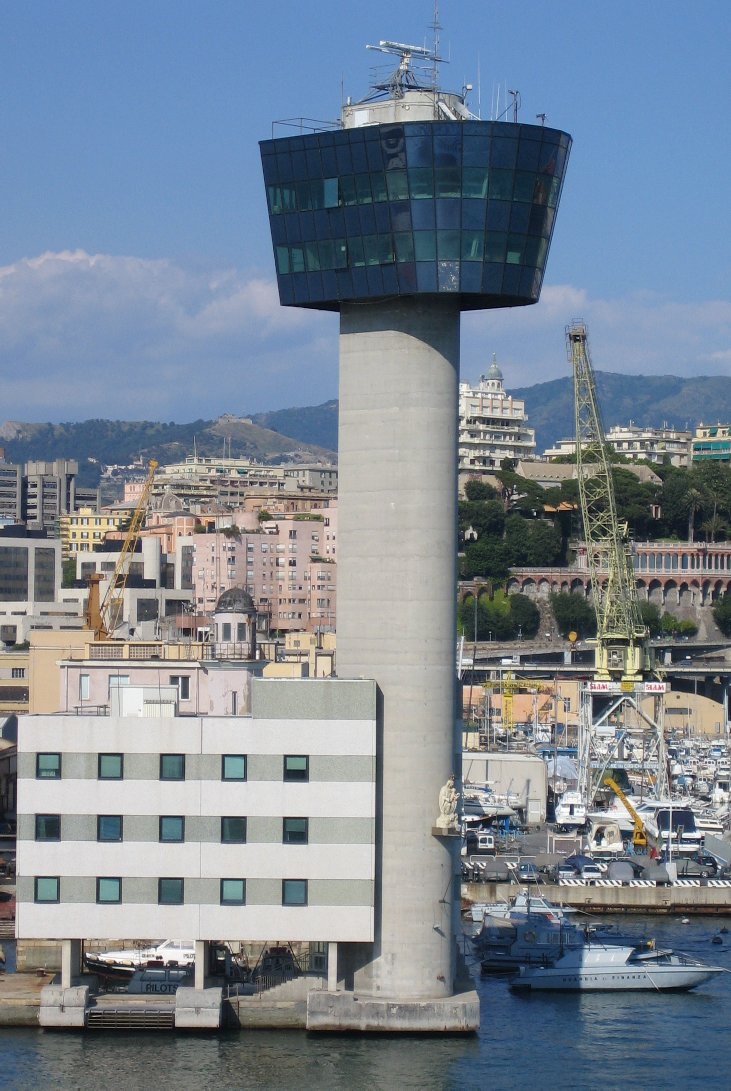
La torre di controllo del porto di Genova, crollata il 7 maggio 2013.

Nei maggiori porti si possono trovare delle torri di controllo che seguono e dirigono il traffico navale in arrivo e in partenza dal porto. Un esempio è la torre del porto di Genova crollata il 7 maggio 2013 a seguito dell'incidente causato dalla nave mercantile Jolly Nero della Ignazio Messina & C. diretta a Napoli e poi a Porto Said.